# Saint-Hilaire-en-Morvan
Saint-Hilaire-en-Morvan ist eine französische Gemeinde mit 219 Einwohnern (Stand 1. Januar 2022) im Département Nièvre in der Region Bourgogne-Franche-Comté (vor 2016 Burgund). Sie gehört zum Arrondissement Château-Chinon (Ville) und zum Kanton Château-Chinon (bis 2015 Château-Chinon (Ville)). Die Einwohner werden Saint-Hilairiens genannt.

## Geographie
Saint-Hilaire-en-Morvan liegt etwa 55 Kilometer ostnordöstlich von Nevers. Umgeben wird Saint-Hilaire-en-Morvan von den Nachbargemeinden von Châtin im Norden, Corancy im Nordosten, Château-Chinon (Campagne) und Château-Chinon (Ville) im Osten, Saint-Léger-de-Fougeret im Süden, Sermages im Südwesten sowie Dommartin im Westen.

## Bevölkerungsentwicklung
| Jahr                       | 1962 | 1968 | 1975 | 1982 | 1990 | 1999 | 2006 | 2011 | 2016 |
| Einwohner                  | 303  | 284  | 234  | 206  | 250  | 228  | 220  | 212  | 217  |
| Quellen: Cassini und INSEE |      |      |      |      |      |      |      |      |      |

## Sehenswürdigkeiten
- Kirche Saint-Hilaire aus dem 19. Jahrhundert
- Schloss aus dem 17. Jahrhundert
- Schloss Mouasse aus dem 18./19. Jahrhundert
- altes Schloss Argoulais aus dem 18. Jahrhundert, teilweise zerstört, Reste aus dem 19. Jahrhundert